# 586
586(오백팔십육)은 585보다 크고 587보다 작은 자연수이다.

## 수학
- 합성수로, 그 약수는 1, 2, 293, 586이다. 진약수의 합은 296이므로, 586은 부족수다.
  - 183번째 반소수다. 앞의 반소수는 583, 다음 반소수는 589다.
- {\displaystyle 586=15^{2}+19^{2}}
  - 서로 다른 두 자연수의 제곱합으로 나타낼 수 있는 수다.
- {\displaystyle 586\approx 10^{2}(e+\pi )} (OEIS의 수열 A059742)

## 과학·기술
- NGC 586: 고래자리 방향에 있는 나선은하.
- 펜티엄 또는 그 CPU가 탑재된 컴퓨터를 586이라 부르기도 한다.

## 교통
- 현도 제586호선

## 군사
- U-586(영어판): 제2차 세계 대전에 사용된 나치 독일의 군용 잠수함.

## 문화유산
- 대한민국의 보물 제586호: 이언적 수고본 일괄

## 기타
- 연도: 586년, 기원전 586년
- 대한민국의 세대 중 하나인 86세대를 다르게 부르는 말.